# کوبوتا
کوبوتا کورپوریشن (به ژاپنی: 株式会社クボタ) شرکت صنایع سنگین چندملیتی ژاپنی است، که در زمینهٔ طراحی، توسعهٔ فناوری و تولید ماشین‌آلات کشاورزی، ماشین‌آلات عمرانی، اکسل و گیربکس ماشین‌آلات کشاورزی و عمرانی، موتورهای دیزلی و گازی، انواع پمپ، انواع الکتروموتور، لوله‌های انتقال، شیرآلات صنعتی، تجهیزات تصفیه آب، دیزل‌ژنراتور، دستگاه‌های تهویه مطبوع، دستگاه‌های فروش خودکار و همچنین تولید مصالح ساختمانی فعالیت می‌کند. کوبوتا در سال ۱۸۹۰ راه‌اندازی شد و اکنون دارای ۸ کارخانه تولیدی در ژاپن می‌باشد، همچنین دارای شمار بالایی شرکت تابعه، زیرمجموعه و فرعی، در کشورهای مختلف جهان است.
دفتر مرکزی این کورپوریشن در شهر اوساکا، ژاپن قرار دارد و سهام آن در بازارهای بورس توکیو، بورس نیویورک، بورس فرانکفورت و بورس اوساکا معامله می‌شود.
مستر تراست بانک، نیپون لایف و میجی یاسودا لایف سهام‌داران اصلی کوبوتا به‌شمار می‌آیند.

## نگارخانه

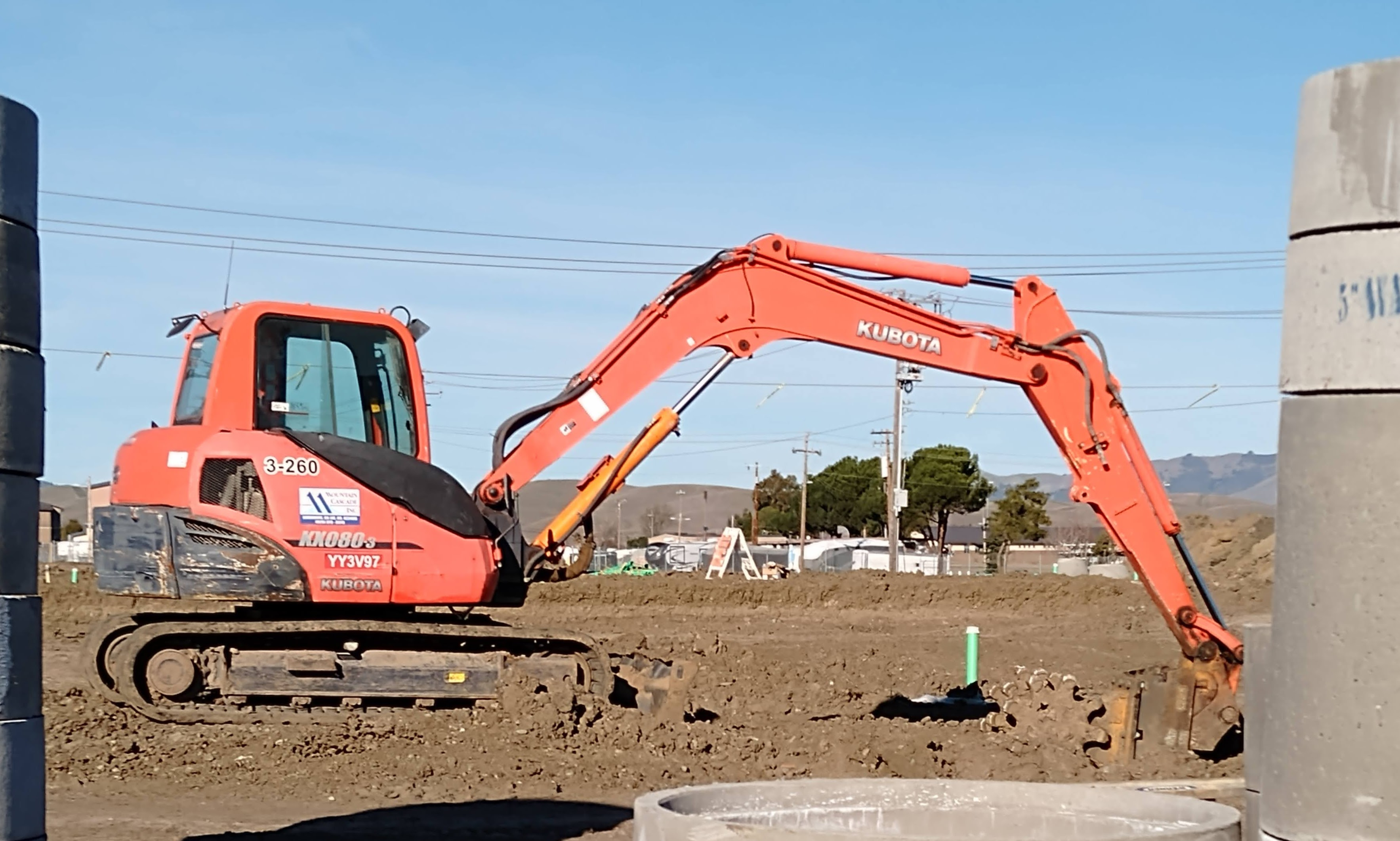
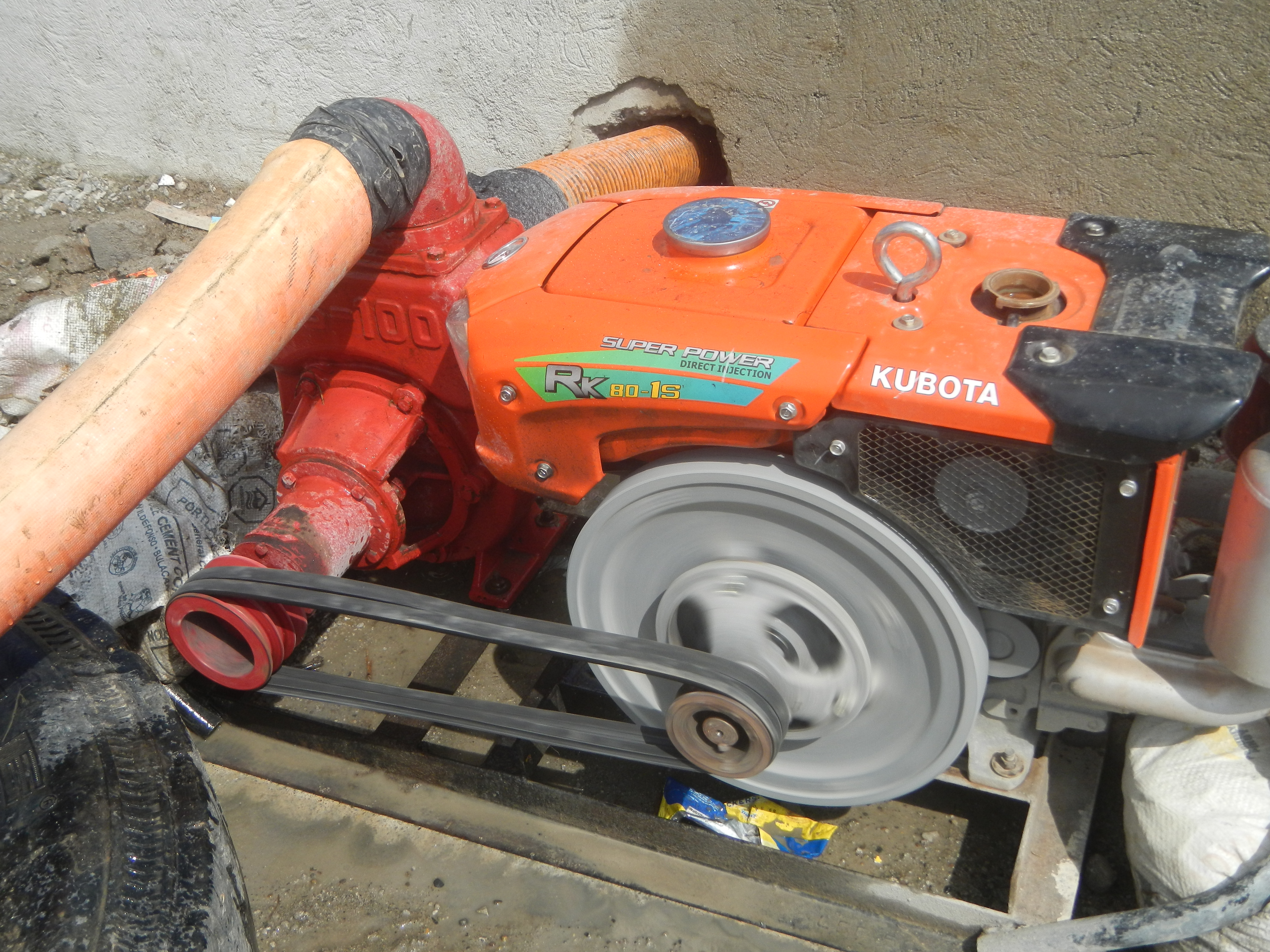
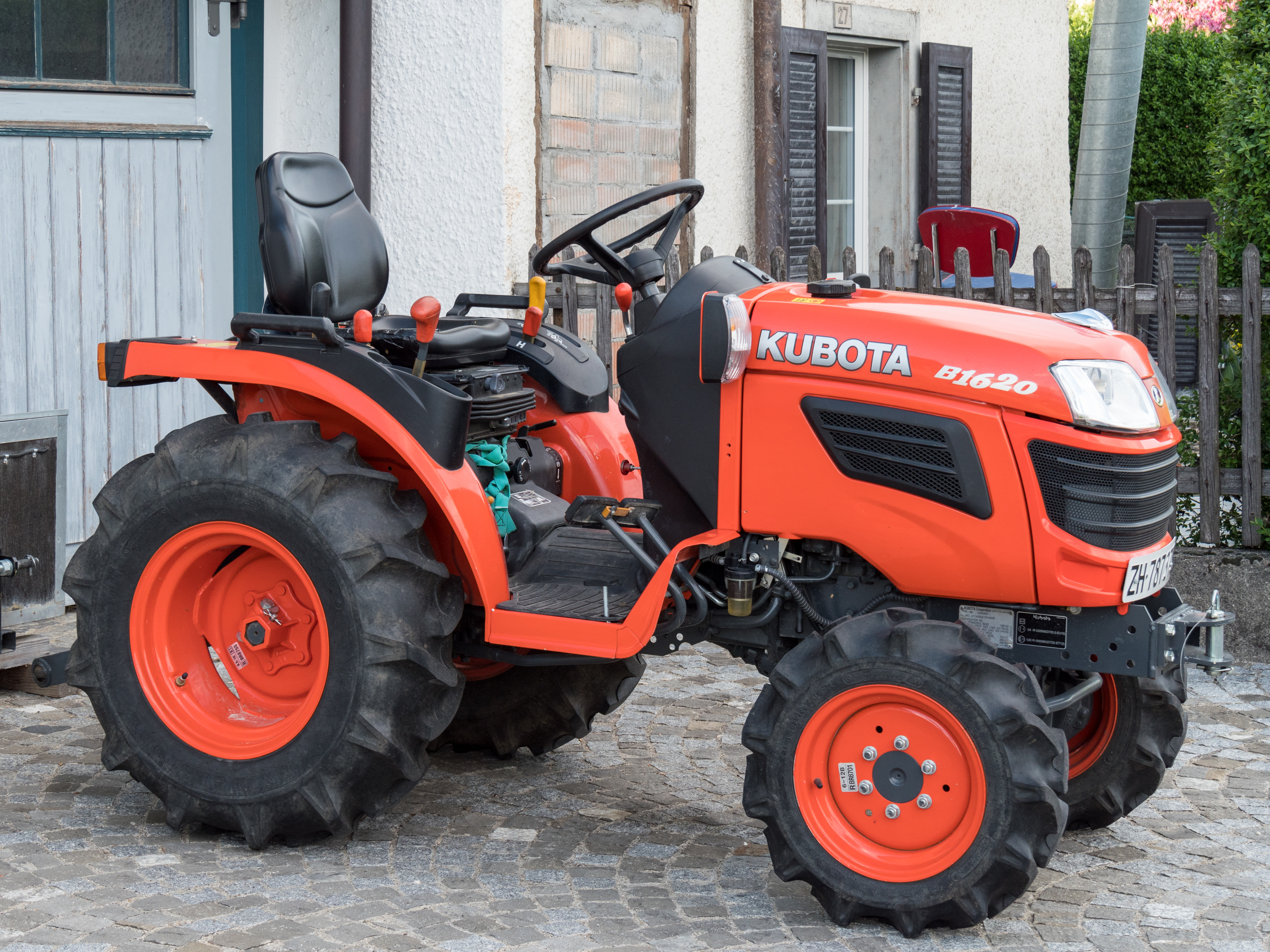
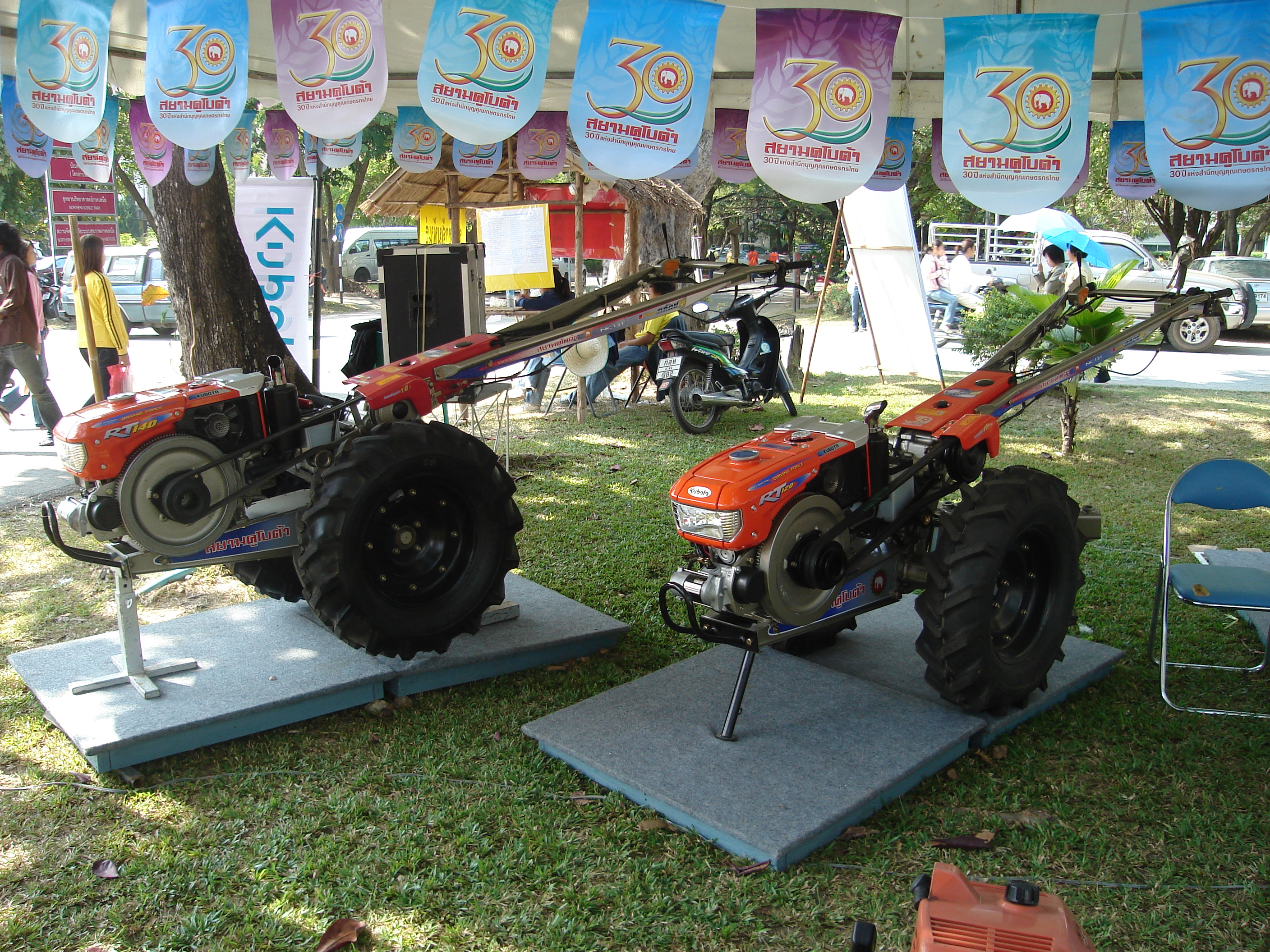
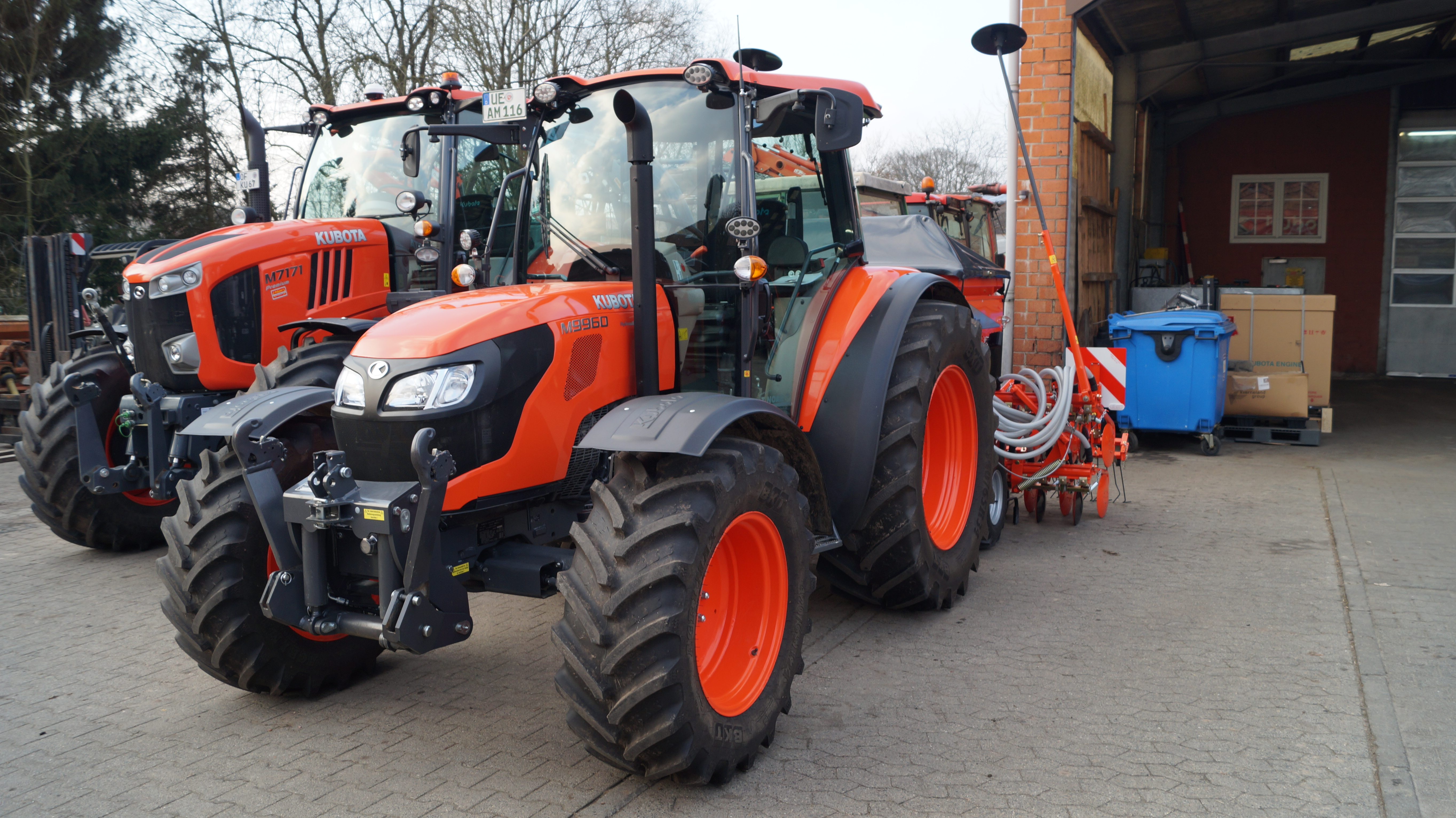
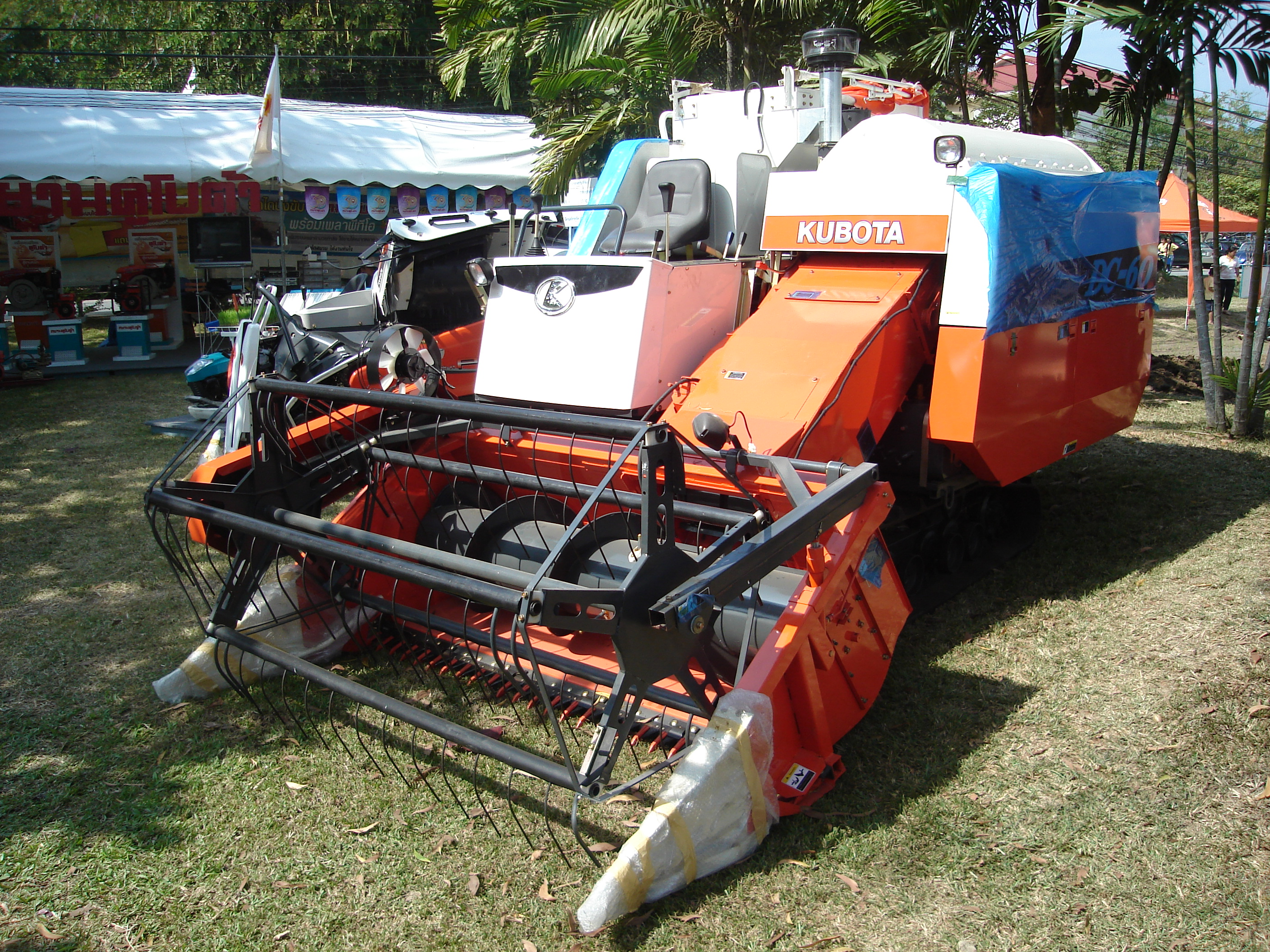
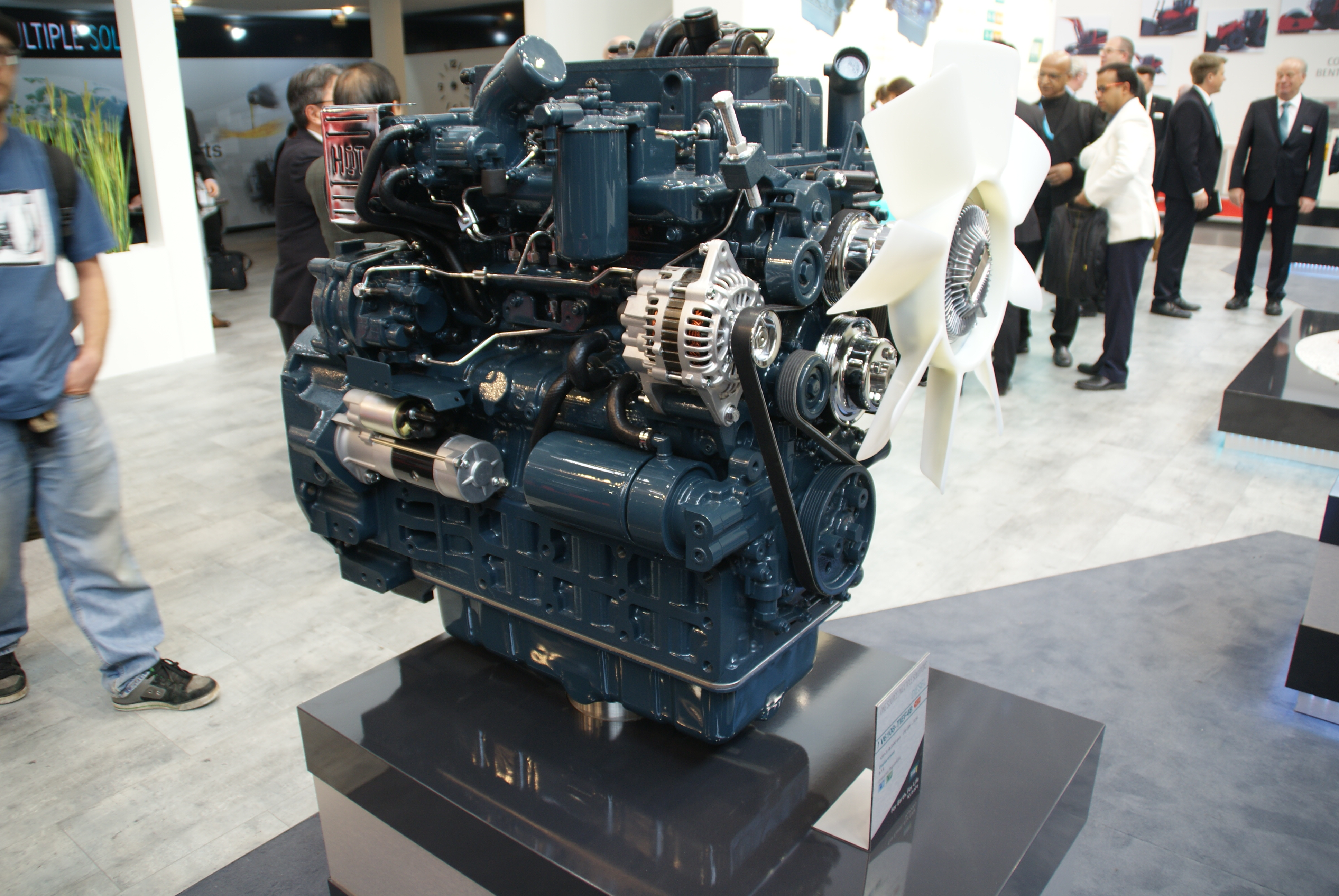
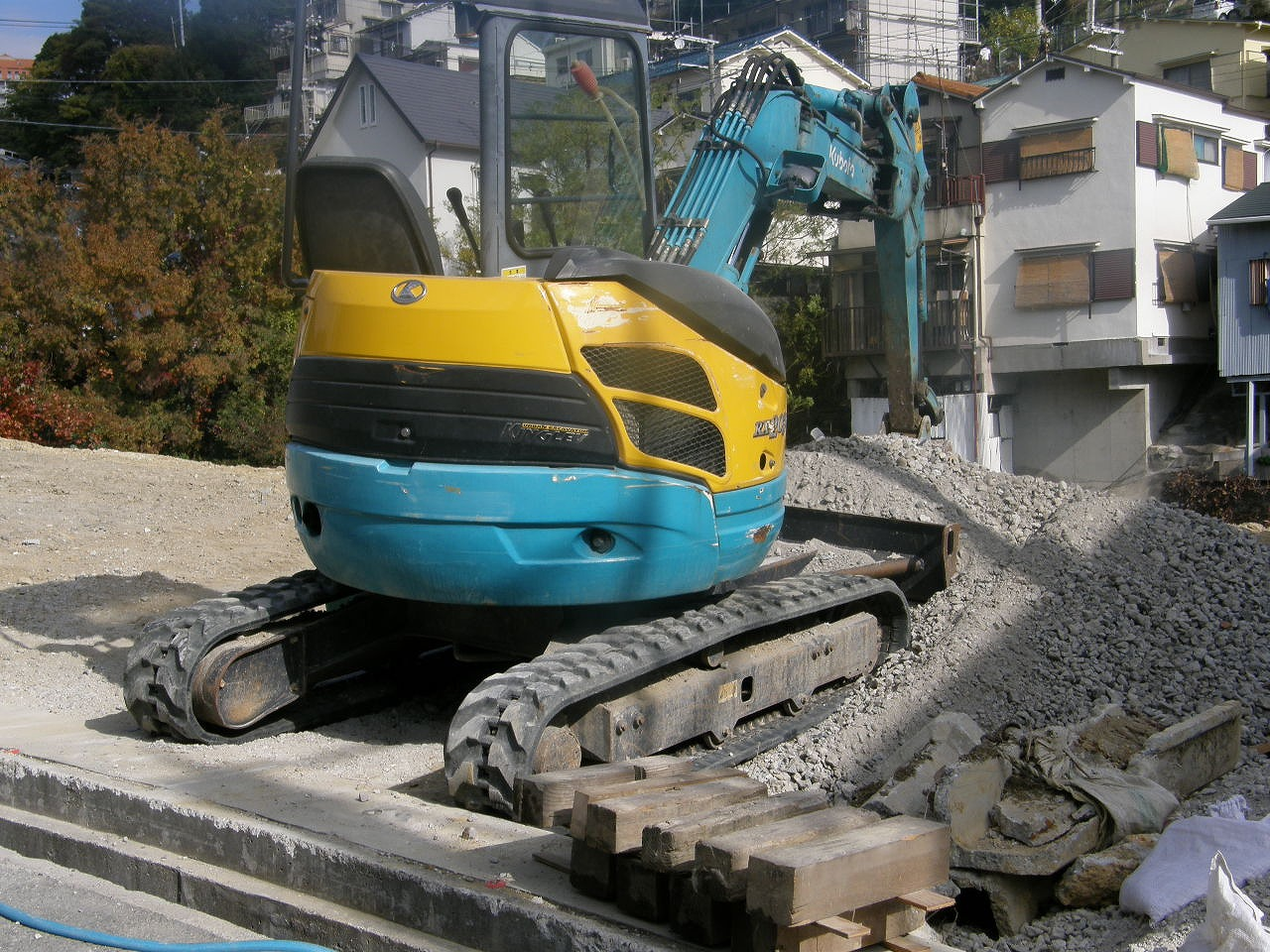